# Lijst van presentatoren van Tien
Hieronder staat een lijst van presentatoren van Tien (t/m 15 december 2006: Talpa) op alfabetische volgorde.
- Frits Barend
- Froukje de Both - tekende in 2006 een contract bij RTL
- André van Duin
- Beau van Erven Dorens
- Jan Joost van Gangelen
- Cees Geel
- Wilfred Genee
- Winston Gerschtanowitz
- Gordon
- Angela Groothuizen
- Ernst-Paul Hasselbach
- Henny Huisman - keerde na enige tijd terug naar de EO
- Sanne Heijen
- Gerard Joling
- Inge Ipenburg
- Jeroen van Kan
- Victoria Koblenko
- Bridget Maasland
- Jan Mulder
- Linda de Mol
- Ivo Niehe - keerde uiteindelijk terug naar de TROS
- Fatima Moreira de Melo
- Jack Spijkerman
- Harmke Pijpers
- Maarten Spanjer
- Humberto Tan
- Margje Teeuwen
- Caroline Tensen
- Marco Verhagen
- Dominique van Vliet
- Ruud de Wild
- Rolf Wouters